# Momoiro Clover Z
 (ももいろクローバーZ Momoiro Kurōbā Zetto, буквално „ружичаста детелина Z“) је јапанска поп група која је основана 2008. године.

## Састав
| Име                                       | Датум рођења              | Боја      | Напомене        |
| ----------------------------------------- | ------------------------- | --------- | --------------- |
| Канако Момота (百田 夏菜子 Momota Kanako) | 12. јул 1994. (31 година) | Црвена    | Лидерка         |
| Шиори Тамаи (玉井 詩織 Tamai Shiori)      | 4. јун 1995. (30 година)  | Жута      | Надимак: Шиорин |
| Ајака Сасаки (佐々木 彩夏 Sasaki Ayaka)   | 11. јун 1996. (29 година) | Ружичаста | Надимак: Арин   |
| Рени Такаги (高城 れに Takagi Reni)       | 21. јун 1993. (32 година) | Љубичаста | Бивша лидерка   |

### Бивше чланице
| Име                                       | Датум рођења               | Боја   | Напомене        |
| ----------------------------------------- | -------------------------- | ------ | --------------- |
| Акари Хајами (早見 あかり Hayami Akari)   | 17. март 1995. (30 година) | Плава  | Надимак: Акарин |
| Момока Аријасу (有安 杏果 Ariyasu Momoka) | 15. март 1995. (30 година) | Зелена | Најнижа чланица |

Other
- Руна Јумикава (弓川 留奈 Yumikawa Runa, 4. фебруар 1994.)
- Цукина Такаи (高井 つき奈 Takai Tsukina, 6. јул 1995.)
- Мију Вагава (和川 未優 Wagawa Miyū, 19. децембар 1993.)
- Манами Икура (伊倉 愛美 Ikura Manami, 4. фебруар 1994.)
- Сумире Фуџиширо (藤白 すみれ Fujishiro Sumire, 8. мај 1994.)
- Јукина Кашива (柏 幸奈 Kashiwa Yukina, 12. август 1994.)

## Дискографија

### Синглови
| Бр.                                   | Назив                                                                           | Датум изласка      | Позиција           | Позиција           | Сертификација ()   | Албум                   |                    |                    |
| Бр.                                   | Назив                                                                           | Датум изласка      | [ 2 ]              |                    | Сертификација ()   | Албум                   |                    |                    |
| Независни синглови                    | Независни синглови                                                              | Независни синглови | Независни синглови | Независни синглови | Независни синглови | Независни синглови      | Независни синглови | Независни синглови |
| ------------------------------------- | ------------------------------------------------------------------------------- | ------------------ | ------------------ | ------------------ | ------------------ | ----------------------- | ------------------ | ------------------ |
| 1                                     | „“ (ももいろパンチ )                                                            | 5. август 2009.    | 23                 | —                  |                    | Iriguchi no Nai Deguchi |                    |                    |
| 2                                     | „“ (未来へススメ！)                                                             | 11. новембар 2009. | 11                 | —                  |                    | Iriguchi no Nai Deguchi |                    |                    |
| Синглови под великом издавачком кућом |                                                                                 |                    |                    |                    |                    |                         |                    |                    |
| 1                                     | „“ (行くぜっ！怪盗少女) - Поново издат 26. септембра 2012. као „Ikuze! Kaitō Shōjo ~Special Edition~“               | 5. мај 2010.       | 3 7*               | 19 29*             |                    |                         |                    |                    |
| 2                                     | „“ (ピンキージョーンズ )                                                        | 10. новембар 2010. | 8                  | 28                 |                    |                         |                    |                    |
| 3                                     | „“ (ミライボウル/Chai Maxx )                                                             | 7. март 2011.      | 3                  | 12                 |                    |                         |                    |                    |
| 4                                     | „“ (Z伝説 ～終わりなき革命～)                                                   | 6. јул 2011.       | 5                  | 22                 |                    |                         |                    |                    |
| 5                                     | „“ (D'の純情)                                                                   | 6. јул 2011.       | 6                  | 59                 |                    |                         |                    |                    |
| 6                                     | „“ (労働賛歌)                                                                   | 23. новембар 2011. | 7                  | 13                 |                    | 5th Dimension           |                    |                    |
| 7                                     | „“ (猛烈宇宙交響曲・第七楽章「無限の愛」)                                       | 7. март 2012.      | 5                  | 2                  | Златан             | 5th Dimension           |                    |                    |
| 8                                     | „“ (Z女戦争)                                                                    | 27. јун 2012.      | 3                  | 3                  | Златан             | 5th Dimension           |                    |                    |
| —                                     | „“ (ニッポン笑顔百景) - Издат под именом групе Momoclo Tei Ichimon (桃黒亭一門) | 5. септембар 2012. | 6                  | —                  |                    | —                       |                    |                    |
| 9                                     | „Saraba, Itoshiki Kanashimitachi yo“ (サラバ、愛しき悲しみたちよ)               | 21. новембар 2012. | 2                  | 1                  | Златан             | 5th Dimension           |                    |                    |

* у 2012. године

### Албуми
| Бр. | Албум | Позиција                   | Сертификација (RIAJ) |
| Бр. | Албум | Oricon Weekly Albums Chart | Сертификација (RIAJ) |
| --- | --- | -------------------------- | -------------------- |
| 1   | Battle and Romance (バトル アンド ロマンス Batoru ando Romansu) - Датум изласка: 27. јул 2011. - Издавач: Starchild/King Records (KICS-91678 (Limited A), KICS-91679 (Limited B), KICS-1678 (Regular)) | 3 2*                       | Златан               |
| 2   | 5th Dimension (5TH DIMENSION Fifusu Dimenshon) - Датум изласка: 10. април 2013. - Издавач: Starchild/King Records                                                                                      | 1                          | Платинаст            |
| –   | Iriguchi no Nai Deguchi (入口のない出口) - Компилација свих независних песама групе - Датум изласка: 5. јул 2013. - Издавач: SDR (Stardust Records)                                                    | 2                          |                      |

* у 2013. године

## Видеографија
| Сингл #                               | Назив                                         | Званични видео на Јутуб |
| Независни синглови                    | Независни синглови                            | Независни синглови      |
| ------------------------------------- | --------------------------------------------- | ----------------------- |
| 1                                     | „“                                            |                         |
| 2                                     | „“                                            |                         |
| Синглови под великом издавачком кућом |                                               |                         |
| 1                                     | „“                                            | гледај                  |
| 2                                     | „“                                            | гледај                  |
| 2                                     | „“ (ココ☆ナツ)                                |                         |
| 2                                     | „“ (キミとセカイ)                             |                         |
| 3                                     | „“                                            | гледај                  |
| 3                                     | „“                                            | гледај                  |
| 4                                     | „“                                            | гледај                  |
| 5                                     | „“                                            | гледај                  |
| 6                                     | „“                                            | гледај                  |
| 6                                     | „“ (サンタさん)                               | гледај                  |
| 7                                     | „“                                            | гледај                  |
| 8                                     | „“                                            | гледај                  |
| 8                                     | „“                                            | гледај                  |
| 8                                     | „Mite Mite Kocchichi“ (кореографски видео) (みてみて☆こっちっち) | гледај                  |
| 9                                     | „“                                            | гледај                  |
| 9                                     | „“                                            | гледај                  |
| 2. албум                              | „“                                            | гледај                  |
| 2. албум                              | „“                                            | гледај                  |

## Награде
| Година | Награда     | Категорија           | Номиновано дело | Резултат |
| ------ | ----------- | -------------------- | --------------- | -------- |
| 2012   | [ 8 ] [ 9 ] |                      |                 | Победник |
| 2013   |             | Најбоља кореографија | „“              | Победник |